# Andreas Maxsø
Andreas Maxsø (født 18. marts 1994) er en dansk fodboldspiller, der spiller for Colorado Rapids.
Han har tidligere spillet for FC Nordsjælland, hvor han både huserede som ungdoms- og seniorspiller, inden han i august 2017 skiftede til Osmanlıspor.

## Karriere

### Tidlig karriere
Maxsø startede sin karriere i Brøndby IF som seksårig og var oprindeligt midtbanespiller. Op igennem ungdomsrækkerne var han i flere perioder anfører for klubbens ungdomshold og fast mand.
I 2009 blev han forfremmet til U/17-holdet og konkurrerede om en startposition på midtbanen mod folk som Pierre-Emile Højbjerg, Andrew Hjulsager og Frederik Holst, som alle var faste på det danske U/17 landshold. Som U/17-spiller oplevede han at være mindre fysisk end sine medspillere og han ikke spillede kampe for Brøndby i denne periode, da han hverken var stor eller særlig hurtig, men dem der arbejdede med ham, bemærkede hans konstante ønske om at forbedre forskellige aspekter af hans spil.
Han skiftede herefter til FC Nordsjælland.

### FC Nordsjælland
I 2010 sluttede han sig til FC Nordsjællands ungdomsakademi og havde en stor vækstspurt, der gjorde ham højere og fysisk stærkere, hvilket betød, at han lettere kunne overgå til forsvarsspiller.
Maxsø debuterede i Superligaen som 18 årig i december 2012 for FC Nordsjælland med et 4-1 nederlag til FC København, på trods af at han tabte 4–1, sagde Maxsø efter kampen, at han følte, at hans debut gik "okay". Maxsø var en ud af seks U/19-spillere, der var med på førsteholdets træningslejr i februar 2013.
Han forlængede i sommeren 2016 sin kontrakt med FC Nordsjælland og afslog i samme ombæring et bud fra F.C. København, da han ønskede at spille for en klub uden for Danmark. 
Mens han var i klubben, voksede Maxsø ud til at blive en af de vigtigste spillere i Nordsjælland og en nøglespiller i forsvaret. Efter at have haft rollen som vicekaptajn i sæsonen 2015-16 blev han klubkaptajn i sæsonen 2016-17.
Den 11. januar 2017 afslørede Maxsø sine intentioner om at forlade Nordsjælland i sommeren 2017 med det mål at blive solgt efter U/21 EM i 2017.

### Osmanlıspor
Det blev den 4. august 2017 bekendtgjort, at Maxsø skiftede til den tyrkiske klub Osmanlıspor.
I sin Süper Lig-debut mod Yeni Malatyaspor scorede han sit første mål for klubben, men kunne ikke forhindre hans hold i at tabe 3–1.
Han havde svært ved at finde sig til rette i klubben og blev taget ud ved pausen i 4-2 nederlag mod Sivasspor den 17. september efter at have været en del af et forsvar, der havde indkasseret fire mål før halvegen.
Maxsø havde stærke præstationer i resten af efterårssæsonen, da han startede i de første 15 kampe. På trods af dette sluttede Osmanlıspor første halvdel af sæsonen 16. ud af 18 i tabellen.
Maxsø blev bænket i næsten hele anden halvdel af sæsonen. Han spillede sine første minutter i anden halvdel af sæsonen den 3. marts 2018 og kom ind i det 84. minut for Tortol Lumanza i en kamp mod Kasımpaşa. Han forlod klubben igen efter dens nedrykning fra den tyrkiske Süperlig i slutningen af sæsonen.

### FC Zürich
Han skiftede i slutningen af juni 2018 til den schweiziske Super League klub FC Zürich, hvor han skrev under på en treårig kontrakt. Ifølge Tipsbladet betalte FC Zürich ti millioner kroner for Maxsø.
Han debuterede i ligaen den 23. september 2018 da Zürich vandt 1-0 over FC Luzern på hjemmebane. Han spillede alle halvfems minutter af kampen. Den 25. oktober var han en del af startopstillingen, da Zürich vandt 3–2 over Bayer Leverkusen i gruppespillet i Europa League.
Han ville senere også optræde i runden af 1/16 finalerne mod Napoli, hvor Zürich tabte 5-1 samlet.
Maxsø scorede sit første mål for klubben den 9. februar 2019 i et Zürich derby mod Grasshoppers, der blev vundet med 3–1. Han sluttede sæsonen med 36 optrædener for klubben, hvor han scorede et mål, da Zürich endte som syvende i ligaen, hvor klubben gik glip af den europæiske kvalifikation med to point.

### KFC Uerdingen
I starten af juli 2019 blev det offentliggjort, at Maxsø skiftede til KFC Uerdingen, som på kontraktindgåelsestidspunktet spillede i 3. Bundesliga.
Den 2. september forlod han klubben efter fælles aftale kun to måneder og seks optrædener efter sin ankomst på grund af personlige årsager. Han forklarede senere til den danske avis B.T. at hans flytning til Uerdingen skete som en del af en aftale med Zürich, der havde et samarbejde med den klubben og havde 24 timer til at beslutte sig for at tage til Uerdingen. Han havde oprindeligt forventet at blive sendt videre til Bournemouth i Premier League, som de to klubber også havde en aftale med. Bournemouth havde scoutet ham i Osmanlıspor og opfordret Maxsø til at underskrive med deres samarbejdsklub, Zürich, med det mål at underskrive ham senere, hvis hans præstationer fortsatte med at blive bedre. Da transfervinduet lukkede, forklarede Maxsø imidlertid, at han var 'fanget' i Uerdingen og havde besluttet at købe sig ud af sin kontrakt, noget der ifølge ham kostede ham millioner af danske kroner, men som var en nødvendig karrierebevægelse.

### Brøndby IF
Brøndby IF offentliggjorde den 9. september 2019, at man havde landet en aftale med Maxsø, løbende til 2023.
Den 15. september fik han sin Superliga-debut for Brøndby i en 4–2 hjemmesejr over sit tidligere hold, Nordsjælland. Den 25. september scorede Maxsø sit første mål for Brøndby, en kampafgørende udligning i forlænget spilletid i DBU Pokalen mod Skive. Kampen endte med en 3-2 sejr til Brøndby. I løbet af efteråret etablerede han sig som en lederfigur i det centrale forsvar af træner Niels Frederiksens 3-5-2-formation og stabiliserede et tidligere ustabilt forsvar sammen med Sigurd Rosted og Hjörtur Hermannsson. I slutningen af januar 2020, efter Kamil Wilczeks afgang, blev Maxsø udnævnt til anfører efter kun at have været i klubben i seks måneder. Han scorede sit første Superliga-mål for Brøndby den 28. juni mod sin tidligere klub Nordsjælland, på et straffespark, da de vandt 2–0. Hans præstationer førte til, at han blev udnævnt til månedens spiller i superligaen i juni 2020.
Den 11. december 2020 modtog Maxsø prisen for Brøndby IF Årets Spiller 2020 og slog medkandidaterne Anthony Jung og Morten Frendrup ud. Han scorede sit tredje mål - endnu et straffespark - da klubben den 7. marts 2021 vandt 2–1 i over rivalerne fra København.

## Landsholdskarriere
Maxsø repræsenterede Danmark U19 landshold i 2013 og debuterede for Danmark U/21 landshold i 2015.
Han debuterede for Danmark den 11. november 2020 i en venskabskamp mod Sverige.

## Titler
Superligaen 2020-21 med Brøndby IF.